# Svobodník
Svobodník (svob.) je hodnost v Armádě České republiky. Hodnostním odznakem na náramenících je jeden knoflíček („pecka“). V hodnostním kódování NATO mu odpovídá OR-1. Nižší hodnost je už pouze vojín, užívaný pro aktivní zálohy a od roku 2011 i pro vojáky z  povolání. Nejbližší vyšší hodností je desátník, který v AČR patří mezi poddůstojníky.
Název „svobodník“ je překlad německého der Gefreite, proto se svobodník v českém vojenském slangu někdy označuje jako „frajtr“.